# Furacão Isaías
O furacão Isaías foi um furacão mortal de categoria 1 que causou danos generalizados em todo o Caribe e da costa leste dos Estados Unidos, incluindo um grande surto de tornado que gerou o mais forte surto de tornados gerado por ciclone tropical - desde o furacão Rita em 2005. A nona tempestade nomeada e o segundo furacão da temporada de furacões no Atlântico de 2020, Isaías formou-se em 23 de julho de uma onda tropical vigorosa na costa da África que foi identificada pela primeira vez pelo Centro Nacional de Furacões. A onda tropical gradualmente se tornou mais organizada e obteve ventos com força de vendaval em 28 de julho, antes de se organizar na tempestade tropical Isaías em 30 de julho. Isaías marcou a primeira nona tempestade com nome registado, ultrapassando o furacão Irene de 2005 em oito dias. Isaías tornou-se um furacão de categoria 1 no dia seguinte, atingindo um pico de intensidade de 140 km/h (90 mph) e uma pressão central mínima de 986 mbar (29.1 inHg). Em 1 de agosto, a tempestade atingiu o Norte Andros, Bahamas, e posteriormente enfraqueceu para uma tempestade tropical, antes de atingir a costa leste da Flórida e da Geórgia. Conforme Isaías se aproximava do litoral da Carolina, ele se reintensificou em um furacão pouco antes de atingir a costa perto de Ocean Isle Beach, Carolina do Norte, às 3:10 UTC de 4 de agosto. A tempestade acelerou na costa leste dos Estados Unidos como uma forte tempestade tropical, antes de em 5 de outubro se transformar em um ciclone extratropical sobre Quebec. O remanescente extratropical de Isaías persistiu por mais um dia, antes de se dissipar em 5 de agosto.
Numerosos alertas e avisos de tempestades tropicais, bem como alertas de furacões e avisos de furacão foram emitidos para as Pequenas Antilhas, Grandes Antilhas, Bahamas, Cuba e a Costa Leste dos Estados Unidos. Isaías impactou partes do Caribe Oriental e causou danos significativos no Leste dos Estados Unidos. Inundações devastadoras e danos causados pelo vento foram relatados em Porto Rico e na República Dominicana, com muitas cidades sem eletricidade ou água potável. Árvores e linhas de energia foram derrubadas em grande parte do leste dos Estados Unidos, com mais de 3 milhões de cortes de energia relatados, quase metade deles em Nova Jérsia. Isaías foi o segundo ciclone tropical a afetar os Estados do Nordeste em um período de três semanas após a tempestade tropical Fay no início de julho. Muitas pessoas ficaram sem energia por dias após a tempestade em Nova Iorque e Connecticut, levando a investigações sobre empresas de energia e eletricidade. Dezassete pessoas morreram em incidentes relacionados com tempestades: catorze nos Estados Unidos contíguos, duas na República Dominicana e uma em Porto Rico. No geral, o furacão Isaías causou mais US $ 5,025 bilhões (2020 USD) em danos apenas nos Estados Unidos, tornando-o ciclone tropical mais caro a afetar o nordeste dos Estados Unidos desde o furacão Sandy em 2012.

## História meteorológica
Em 23 de julho o National Hurricane Center começou a monitorar uma onda tropical vigorosa na costa oeste da África. A onda gradualmente se organizou e ficou mais bem definida, desenvolvendo uma ampla área de baixa pressão. Embora a circulação fosse ampla e desorganizada, a convecção continuou a aumentar sobre o sistema, e o sistema obteve ventos fortes em 28 de julho. Embora o sistema ainda não tivesse um centro bem definido, uma ameaça iminente de ciclogênese tropical e ventos com força de tempestade tropical para áreas de terra levaram à sua designação como Ciclone Tropical Potencial Nove às 15:00 UTC em 28 de julho. O sistema moveu-se ao sul da Dominica em 29 de julho e às 03:00 UTC do dia seguinte, o sistema se organizou o suficiente para se tornar um ciclone tropical. Devido ao seu distúrbio precursor já apresentar ventos fortes, foi imediatamente declarada tempestade tropical e recebeu o nome de Isaías. Quando a tempestade tropical Isaías se desenvolveu, tornou-se a nona tempestade nomeada mais antiga já registada, quebrando o recorde do furacão Irene em 2005 em oito dias. Isaías continuou se fortalecendo após atingir o status de tempestade tropical, com ventos sustentados de 1 minuto atingindo 95 km/h em 30 de julho, ao atingir a costa sul da República Dominicana. Ao contrário das previsões dos meteorologistas, o terreno montanhoso da Ilha de São Domingos não enfraqueceu a tempestade, pois o sistema tinha uma ampla circulação e desenvolveu um novo centro de baixa pressão ao norte da ilha, mantendo assim a sua intensidade.

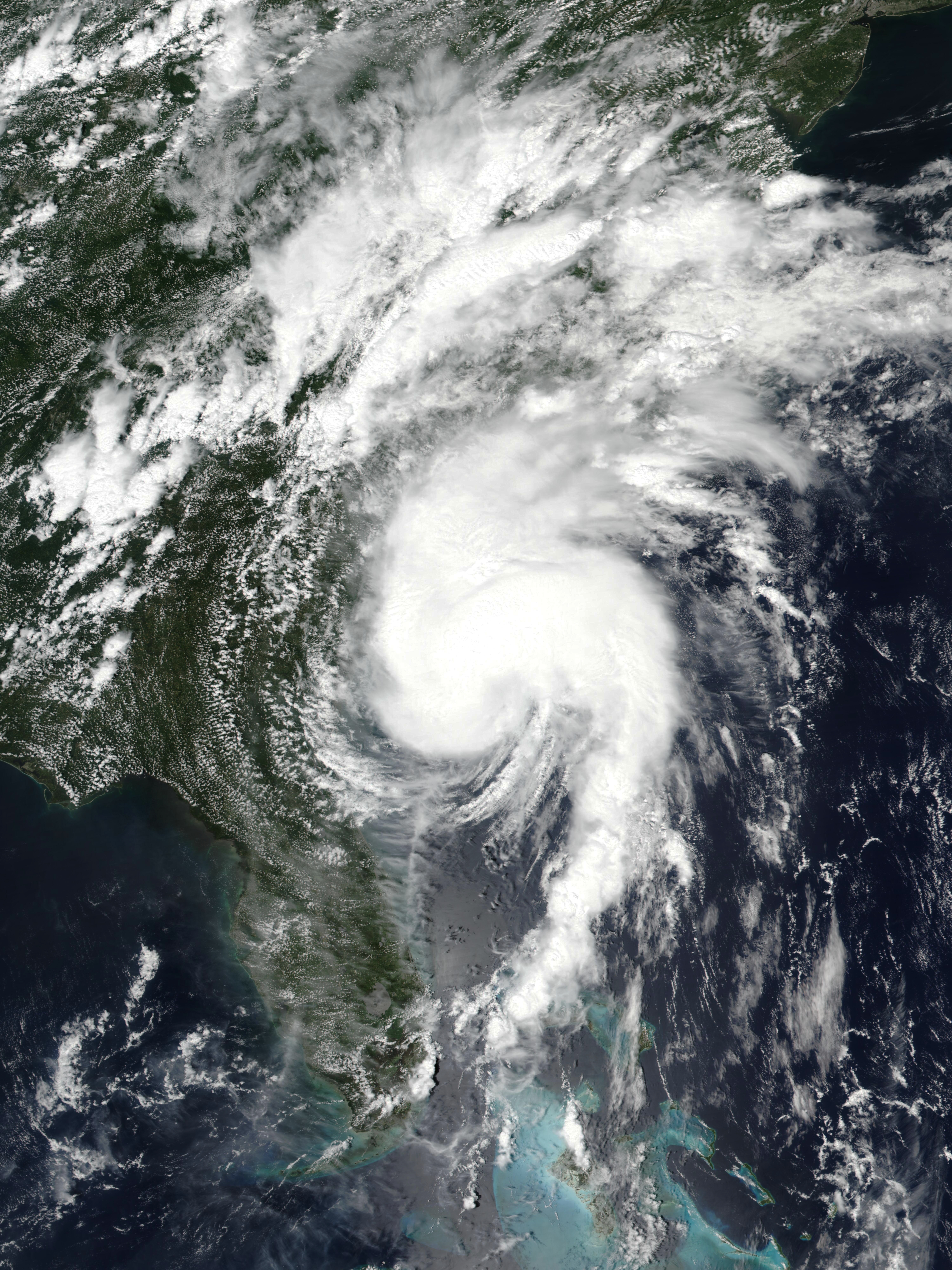
Isaías se intensificando novamente para um furacão perto das Carolinas em 3 de agosto

No dia seguinte, os caçadores de furacões descobriram inesperadamente que Isaías se fortaleceu, atingindo o seu pico de intensidade inicial como um furacão de categoria 1, com ventos sustentados de 1 minuto de 130 km/h e uma pressão central mínima de 990 mbar (29,23 inHg). O cisalhamento do vento sudoeste moderado a forte e a entrada de ar seco começaram a afetar a tempestade algumas horas depois, resultando no centro de circulação de baixo nível (LLCC) sendo exposto próximo à borda oeste da convecção. Após uma breve tendência de enfraquecimento, Isaías começou a se intensificar novamente, com uma convecção profunda disparando sobre o centro exposto e uma parede ocular se formando no radar das Bahamas. Mais tarde naquela noite, dados de outra aeronave de reconhecimento caçador de furacões confirmaram uma parede de olho fechada e uma pressão central mínima mais baixa de 987 mbar (29,15 inHg). A tempestade se intensificou posteriormente para obter a sua intensidade máxima, com ventos sustentados de 1 minuto de 140 km/h, apesar de uma aparência um tanto irregular nas imagens de satélite. Às 15:00 UTC do dia 1 de agosto, Isaías atingiu o North Andros, Bahamas, com ventos de 130 km/h, ligeiramente mais fraco que o seu pico. A interação da terra e os efeitos contínuos do cisalhamento do vento e do ar seco continuaram a enfraquecer o sistema, e Isaías caiu abaixo da força do furacão às 21:00 UTC, pois seu centro ficou completamente desprovido de convecção, embora uma grande explosão de convecção tenha se formado sobre o centro em breve depois que voltou sobre a água.
Conforme a tempestade se aproximou do sudeste da Flórida, uma forte circulação de nível médio formou-se logo a nordeste do centro de circulação de baixo nível, gerando intensa convecção principalmente ao norte e leste do LLCC. A tempestade foi paralela à costa leste da Flórida e da Geórgia, com os seus ventos flutuando entre 105–113 km/h (65–70 mph). Quando a tempestade virou para nordeste, ela entrou em um ambiente mais favorável para o fortalecimento, com o vento cortante relaxando apenas o suficiente para permitir que a tempestade desenvolvesse uma convecção intensa. A tempestade começou a se reintensificar rapidamente, recuperando o status de furacão às 00:00 UTC em 4 de agosto, antes de atingir um pico de intensidade secundário, com ventos sustentados de 1 minuto de 140 km/h e uma pressão central mínima de 988 mbar (29,18 inHg). Às 03:10 UTC, o furacão atingiu a costa perto de Ocean Isle Beach, Carolina do Norte com a mesma intensidade. Com a sua chegada, Isaías se tornou a quinta tempestade nomeada mais antiga a atingir a costa dos Estados Unidos. O recorde anterior para a quinta tempestade mais cedo a atingir os EUA foi em 18 de agosto, estabelecido durante a temporada de 1916. Após o landfall, Isaías continuou a acelerar e apenas enfraqueceu lentamente, caindo abaixo do status de furacão às 07:00 UTC sobre a Carolina do Norte. Isaías mudou-se rapidamente para o norte-nordeste, cruzando a Virgínia, Maryland, Pensilvânia, Nova Jérsia e depois para Nova Iorque. O sistema perdeu características tropicais ao se fundir com uma frente fria a oeste, tornando - se extratropical às 03:00 UTC de 5 de agosto, sobre o sul de Quebec, leste-sudeste de Montreal, com o NHC descontinuando os avisos sobre a tempestade às 09:00 UTC. Posteriormente, o remanescente extratropical de Isaías moveu-se para o noroeste, antes de virar para o leste em 6 de agosto. Mais tarde naquele dia, o centro de baixa pressão de Isaías se dividiu em duas baixas separadas, com a mais recente a leste absorvendo a baixa original logo depois.

## Preparativos

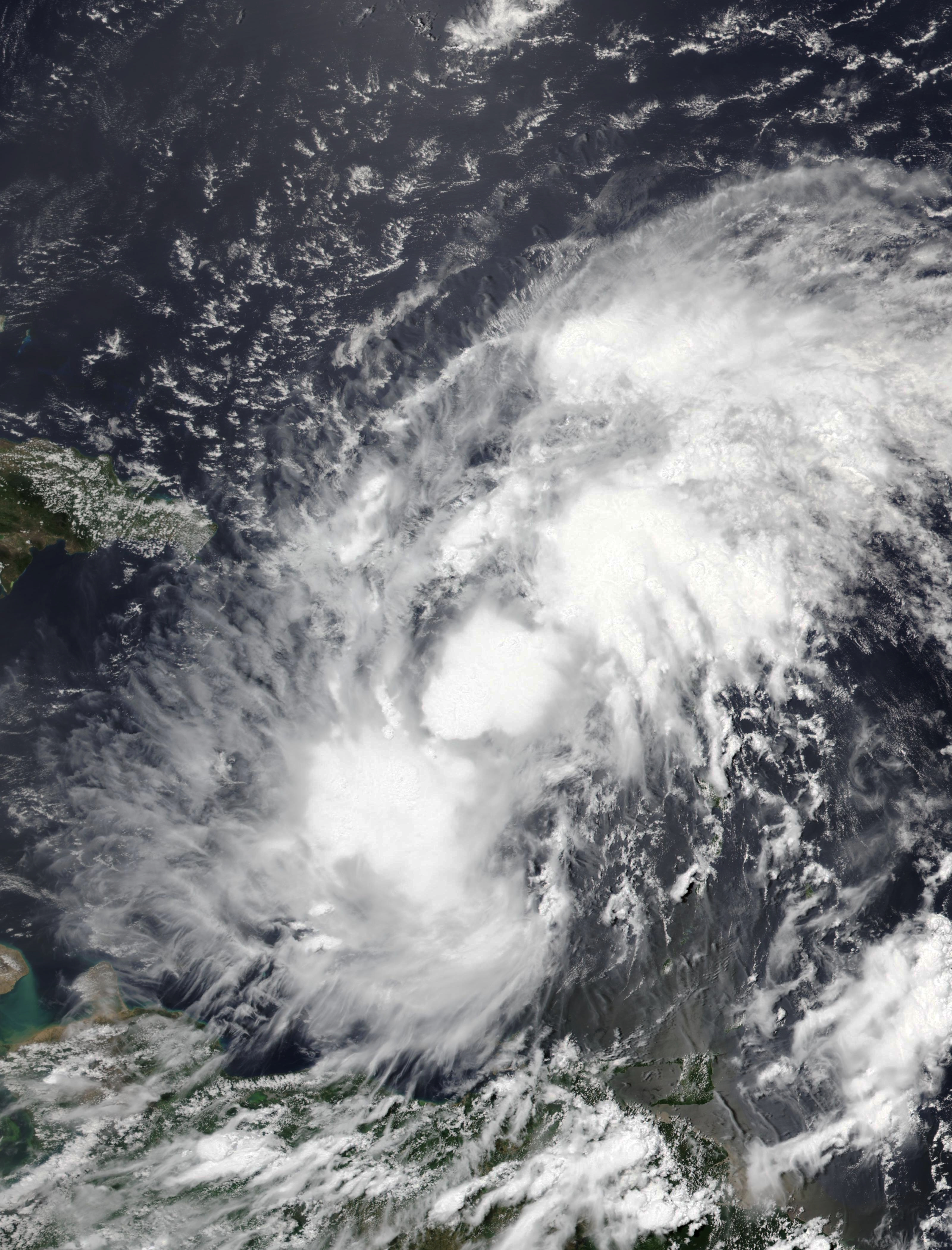
Ciclone tropical potencial nove sobre as ilhas de Barlavento em 29 de julho.

Numerosos alertas e avisos de tempestade tropical, furacão e tempestade foram emitidos para áreas no caminho de Isaías.

### Ilhas Antilhas
Os primeiros alertas e avisos de tempestade tropical foram publicados em Porto Rico, Ilhas Virgens, Ilhas de Sotavento, República Dominicana e Haiti quando o sistema foi designado Ciclone Tropical Potencial Nove.

### Bahamas
Com o sistema se aproximando e se fortalecendo, avisos de furacão foram publicados no noroeste das Bahamas às 00:00 UTC do dia 31 de julho. A repentina atualização para o status de furacão fez com que todas as Bahamas recebessem avisos de furacão às 03:40 UTC.
As pessoas que viviam nas ilhas de Abaco e Grande Bahama foram evacuadas antes da tempestade. Muitos dos cidadãos ainda viviam em estruturas temporárias devido aos danos causados pelo furacão Dorian em 2019. Muitas das estruturas eram fracas e poderiam ser facilmente destruídas por tempestades tropicais e ventos com força de furacão. O departamento de meteorologia das Bahamas aconselhou os cidadãos a "agachar-se". O governo das Bahamas suspendeu o confinamento COVID-19 instituído para controlar o vírus antes da tempestade para que as pessoas pudessem viajar livremente para lugares mais seguros. Abrigos foram abertos em ilhas maiores na cadeia de ilhas, com pessoas em ilhas menores e menos povoadas precisando viajar para chegar a um abrigo. A Bahamas Power and Light desligou a eletricidade em áreas com alto risco de inundação em Nova Providência, a ilha mais populosa das Bahamas, até que fosse seguro reenergizar.

### Estados Unidos

#### Sudeste
Os alertas de tempestade tropical foram iniciados pela primeira vez no sudeste da Flórida às 21:00 UTC do dia 30 de julho, com mais alertas e avisos aumentando conforme a tempestade se aproximava. Avisos de furacão foram emitidos conforme a tempestade se aproximava, mas foram rebaixados para avisos de tempestade tropical quando a tempestade enfraqueceu. Avisos de furacão foram emitidos para áreas próximas à fronteira entre a Carolina do Sul e a Carolina do Norte, após a previsão de que a tempestade alcançaria o status mínimo de furacão novamente pouco antes do landfall. A certa altura, avisos e alertas de tempestades tropicais se estendiam por 1.600 quilômetros da Flórida ao Maine. Avisos de Tornado também foram emitidos na nordeste da Carolina do Sul e no leste da Carolina do Norte.
Antecipando-se à tempestade, o estado da Flórida fechou os locais de teste do COVID-19 em 30 de julho devido aos impactos potenciais de Isaías No dia seguinte, o governador da Flórida Ron DeSantis declarou estado de emergência para a costa leste da Flórida antes de Isaias.
Na Geórgia, as praias foram fechadas e o Coast Health District suspendeu todas as operações. A ponte Sidney Lanier, no condado de Glynn, foi fechada às 6h do dia 3 de agosto, quando a tempestade se aproximava. A Talmadge Memorial Bridge de Savana também estava programada para fechar às 14h daquele dia, mas permaneceu aberta. As inspeções foram planeadas para ambas as pontes depois que a tempestade passou.
Em 31 de julho, o governador da Carolina do Norte Roy Cooper declarou estado de emergência antes da tempestade. A evacuação obrigatória de Ocracoke Island, Carolina do Norte, foi emitida naquele mesmo dia.

#### Médio Atlântico
Avisos e alertas de tempestades tropicais, bem como alertas de enchentes e tornados, foram emitidos conforme Isaias se aproximava da região. Em Maryland, vários fechamentos foram anunciados para 4 de agosto devido à passagem da tempestade, incluindo o Zoológico de Maryland. Todos os testes de coronavírus foram interrompidos e vários condados adiaram a coleta de lixo. Sacos de areia também foram entregues gratuitamente aos residentes de Baltimore e alguns estacionamentos da cidade permitiram que os carros fossem armazenados gratuitamente durante a tempestade.
Pouco antes da chegada da tempestade, foi emitido um estado de emergência para todo o estado de Nova Jérsia.
O prefeito de Nova York, Bill de Blasio, afirmou em entrevista coletiva no dia 31 de julho que a cidade monitoraria a tempestade, mas que as projeções pareciam "bastante favoráveis". Em 2 de agosto, em uma chamada à imprensa com repórteres, o governador de Nova Iorque Andrew Cuomo disse, em conjunto com um comunicado à imprensa do New York City Emergency Management, que os modelos mostravam Isaias atingindo a área de Nova Iorque e Long Island com ventos sustentados de 50 a 65 mph e 3 a 6 polegadas de chuva na terça-feira 4 de agosto. Em 3 de agosto, o Serviço Meteorológico Nacional emitiu um alerta de tempestade tropical para a cidade de Nova Iorque, com o Gerenciamento de Emergência emitindo um aviso de viagem naquela noite, informando que a tempestade mais forte seria das 12h às 14h (EST) do dia 4 de agosto. Na manhã de 4 de agosto, um aviso de Tornado foi emitido para a cidade de Nova Iorque, Long Island, Nova Jérsia e uma parte de Connecticut.
Avisos de tempestade tropical foram emitidos para os estados da Nova Inglaterra quando a tempestade começou a subir na costa da Flórida, antes de ser atualizada para avisos quando a tempestade se acelerou em direção à região. Um alerta de tornado também foi emitido para o sul da Nova Inglaterra na manhã de 4 de agosto. Avisos de inundação também foram emitidos para partes ocidentais da região.

### Canadá
Na manhã de 4 de agosto, o Centro de Previsões de Furacões do Meio Ambiente do Canadá estimou que Isaias, como uma tempestade pós-tropical, passaria por Montérégie e pelos Cantões de l'Est à noite e alcançaria a região de Quebec na manhã de quarta-feira. Esperavam-se 30-50 milímetros de chuva.

## Impactos
Houve 12 mortes directamente relacionadas com Isaías nas ilhas das Caraíbas e no leste dos Estados Unidos (10 no leste dos EUA, uma em Porto Rico e uma na República Dominicana). Entre eles, seis foram devido ao vento, três foram afogamentos devido a inundações de água doce, dois foram o resultado de tornados e um foi um afogamento devido a uma corrente de rasgo. Além disso, cinco mortes indiretas (quatro nos EUA, e uma na República Dominicana) foram atribuíveis à tempestade. No geral, Isaias causou aproximadamente US $5,025 bilhões (US$2020) em danos (us $224,8 milhões nas ilhas do Caribe e US $ 4,8 bilhões nos EUA).

### Caribe
A maioria das ilhas do Caribe estava sofrendo de secas moderadas a severas devido a uma primavera e início do verão excepcionalmente secos. A seca foi particularmente severa em Porto Rico e na República Dominicana, com o governador de Porto Rico declarando estado de emergência no final de junho e ordenando o racionamento de água, sujeitando os moradores das áreas afetadas a cortes de água 24 horas por dia, dia sim, dia não. As fortes chuvas de Isaias e seu distúrbio precursor aliviaram a seca em muitas áreas do Caribe.

#### Pequenas Antilhas
O precursor de Isaias trouxe condições terríveis para as ilhas de Barlavento. A precipitação atingiu o pico de 8.0 cm (3.13 in) na cidade de Salisbury, na ilha de Dominica.

#### Grandes Antilhas

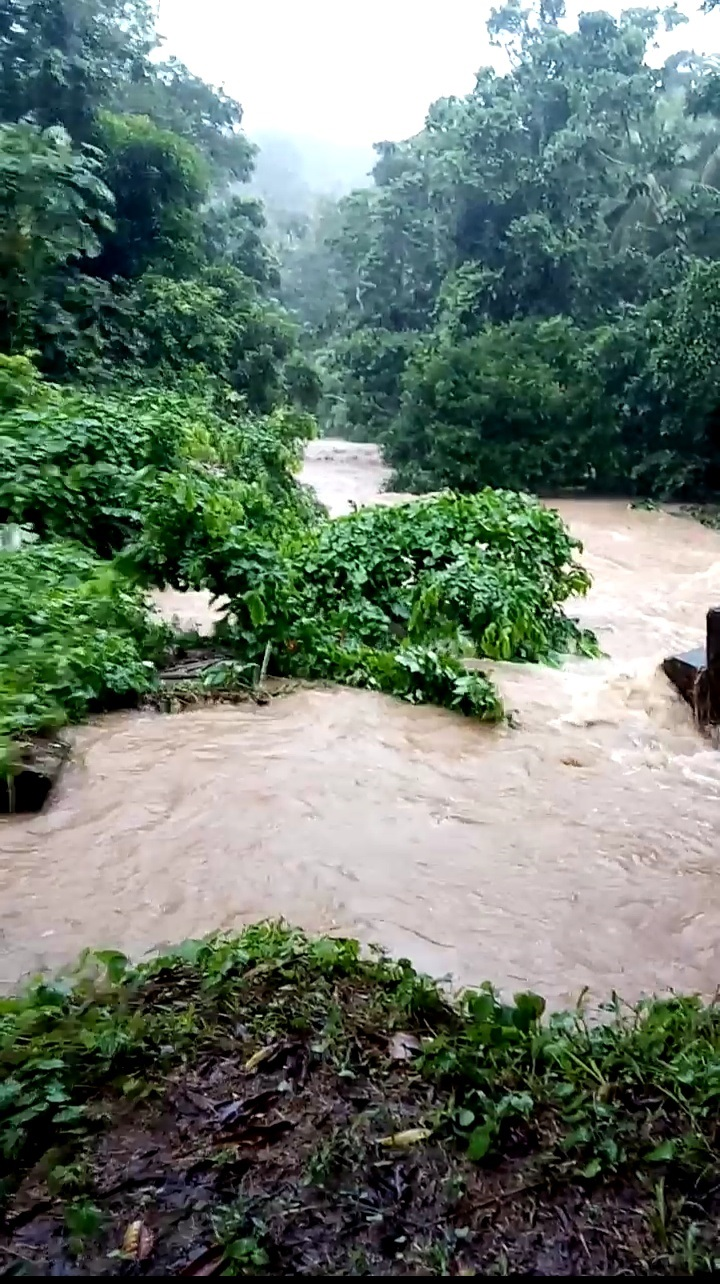
Rio Pitahaya em Luquillo, município do norte de Porto Rico, em 1º de agosto, após ser inundado pelas chuvas de Isaias.

Em Porto Rico, cerca de 448.000 pessoas e 23 hospitais perderam energia e cerca de 150.000 pessoas perderam o serviço de água devido a apagões elétricos e bloqueio de entradas. Toda a cidade de Yauco não tinha energia elétrica e todas as estradas que levavam à cidade foram inundadas ou bloqueadas por árvores caídas. Muitas cidades vizinhas no leste de Porto Rico também não tinham água potável nem eletricidade por falta de acesso às áreas danificadas. Três comportas na barragem do reservatório Carraízo em Trujillo Alto, Porto Rico, foram abertas por causa do escoamento de Isaias. Uma mulher foi arrastada por um rio em Rincón, Porto Rico, enquanto cruzava uma ponte devido à forte chuva; ela foi encontrada morta dois dias depois. Devido aos grandes danos, o presidente Donald Trump aprovou um pedido de declaração de emergência do governador de Porto Rico, Wanda Vázquez Garced.  Mayagüez, um dos municípios mais afetados, viu danos superiores a US $ 13 milhões. Danos à agricultura em todo o território chegaram a US $ 47,5 milhões.
Uma pessoa foi morta na província de El Seibo, na República Dominicana, quando um cabo de força caiu em seu cavalo a poucos metros dele, matando a ele e ao animal. Um menino de 5 anos também foi morto quando uma árvore caiu e esmagou a sua casa em Altamira, na província de Puerto Plata. Inundações generalizadas foram relatadas em Hato Mayor del Rey, uma cidade de 70.000 habitantes. A tempestade teve efeitos limitados no vizinho Haiti, com danos registados em algumas casas e plantações.

### Bahamas
Isaias passou pelas Bahamas de 31 de julho a 1 de agosto, atingindo algumas áreas que ainda se recuperavam da devastação do furacão Dorian um ano antes. Ventos com força de tempestade tropical e chuvas fortes danificaram telhados e derrubaram árvores. As avaliações iniciais dos danos começaram em 2 de agosto, com relatórios indicando que os danos nas Ilhas Berry e na Ilha de Andros eram geralmente menores.

### Estados Unidos
Isaias causou mais de 2,7 milhões de cortes de energia ao longo da Costa Leste, com quase metade deles ocorrendo em Nova Jérsia. Além disso, 109 avisos de tornado foram emitidos em 12 estados, com 36 tornados tocando para baixo, sete dos quais foram significativos ( EF2 + ).

#### Flórida
As bandas de chuva externas de Isaias começaram a impactar a Península da Flórida em 1 de agosto, trazendo ventos fortes, chuvas fortes e inundações para a área. Houve alguns relatos de quedas de energia devido a linhas de energia caídas, mas os danos foram menores e muito menores do que o esperado originalmente devido a Isaias enfraquecido.

#### As carolinas

Furacão Isaías atingindo a costa perto de Ocean Isle Beach, Carolina do Norte, visto no radar meteorológico.

O furacão Isaias gerou a terceira maré alta mais alta já registada em Myrtle Beach, Carolina do Sul, e árvores e linhas de energia foram derrubadas em Myrtle Grove, Carolina do Norte, pela parede do olho que se formou rapidamente quando a tempestade atingiu a costa. Somente em North Myrtle Beach, 483 propriedades sofreram danos; as perdas excederam $ 2,4 milhões na cidade. Ao longo das Carolinas, mais de 400.000 pessoas perderam a energia no auge da tempestade, principalmente na Carolina do Norte. Grandes danos foram infligidos a várias casas em Oak Island e Ocean Isle Beach, Carolina do Norte, incluindo três que foram destruídas nesta última comunidade por um grande incêndio. Os danos apenas em Holden Beach ultrapassaram US $ 40 milhões. Pelo menos 109 filhotes de tartarugas marinhas foram encontrados mortas em North Myrtle Beach, Carolina do Sul, após a chegada da tempestade.
Perfis de cisalhamento favoráveis também levaram a avisos de tornado generalizados, com 14 tornados tocando para baixo. Em 3 de agosto, uma tromba d'água chegou à costa e atingiu Bald Head Island e Southport, na Carolina do Norte, causando grandes danos ao EF2. Mais tarde, outra tromba d'água chegou à costa em Garden City Beach, Carolina do Sul, como um tornado EF0, ferindo um deles. No início de 4 de agosto, um grande tornado EF3 destruiu um parque de trailers ao sul de Windsor, Carolina do Norte, matando dois e ferindo 14. Este foi o tornado mais forte gerado por um ciclone tropical desde que o furacão Rita gerou um tornado F3 em Clayton, Luisiana, em 24 de setembro de 2005. Um tornado EF0 perto da Universidade Chowan em Murfreesboro, Carolina do Norte, gerou um enorme TDS, gerando um raro aviso de tornado PDS.

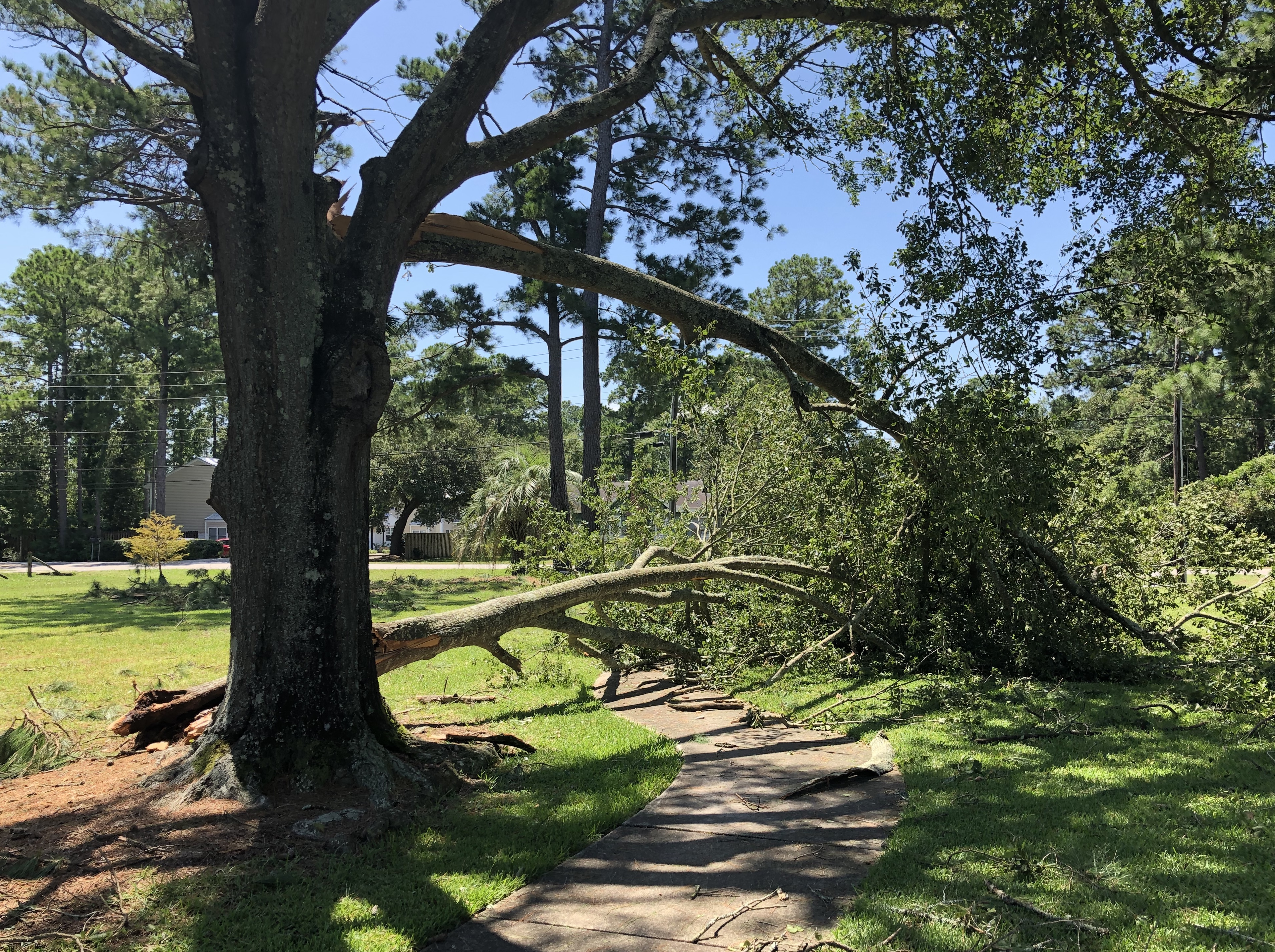
Árvore derrubada por Isaias em Wilmington, Carolina do Norte

Isaias indiretamente levou à morte de duas pessoas em Wilmington, Carolina do Norte, em 5 de agosto. Ambos os homens estavam limpando os destroços quando um raio de uma tempestade os atingiu e os matou.

#### Médio Atlântico
Em toda a Virgínia e Maryland, Isaias deixou cerca de 400.000 pessoas sem poder. Quase 100.000 residências perderam energia em Delaware. Uma pessoa foi morta depois que uma árvore caiu em seu veículo em movimento no Condado de St. Mary, Maryland. Uma mulher em Milford, Delaware, foi morta quando um galho de árvore a atingiu enquanto ela examinava os danos. Uma morte relacionada à tempestade foi relatada no Condado de Lancaster, Virgínia, sem mais detalhes. Ventos fortes derrubaram três reboques de trator ao longo da ponte US Route 50 sobre o rio Choptank em Cambridge, Maryland. Os ventos da tempestade causaram danos ao telhado e derrubaram árvores e fios em Ocean City, Maryland. Nas cidades do litoral de Delaware, no condado de Sussex, os ventos da tempestade derrubaram árvores, placas e fios. Os danos às praias eram mínimos. A tempestade causou fortes danos do vento a casas, árvores e cercas em um bairro de Bear, Delaware.
Vários avisos de tornado foram emitidos em toda a Virgínia, Maryland e Delaware, incluindo um para uma tempestade que se moveu diretamente através de Hampton Roads, com 15 tornados em toda a região. Um furacão EF2 causou grandes danos em Courtland, Virginia, enquanto os furacões EF0 e EF1 atingiram Downtown Suffolk, Virginia. Os dois últimos tornados danificaram ou destruíram 110 estruturas em Suffolk com perdas estimadas em $ 2,2 milhões. Perto do nascer do sol, um tornado EF2 de ponta causou danos consideráveis em Palmer e Kilmarnock, Virgínia, ferindo cinco pessoas. Enquanto o tornado se dissipava por volta das 6h, outro tornado EF2 atingiu Mardela Springs, Maryland, derrubando várias árvores e tirando uma casa das suas fundações. Mais um tornado EF2 pousou em George Island Landing, Maryland, por volta das 7h20, destruindo vários galinheiros. Um tornado EF1 adicional viajou ao longo de 47.0 km (29.2 mi) percorrendo os condados de Kent e New Castle em Delaware. Este tornado atingiu Dover por volta das 9h, causando danos significativos a árvores e edifícios. Uma escola de ensino médio em Dover teve partes do seu telhado arrancadas, ruas foram inundadas e houve falta de energia, com um estado de emergência declarado na cidade. Este foi o tornado mais longo já documentado no estado de Delaware, quebrando o recorde anterior de 18 milhas. Uma árvore caiu sobre uma casa em Esmirna.  O furacão também causou danos às casas em Middletown. A tempestade também produziu um tornado EF0 em Queenstown, Maryland, e um tornado EF1 em Sandtown, Delaware. Em todo o estado de Delaware, os danos são estimados em mais de US $ 20 milhões.

#### Pensilvânia

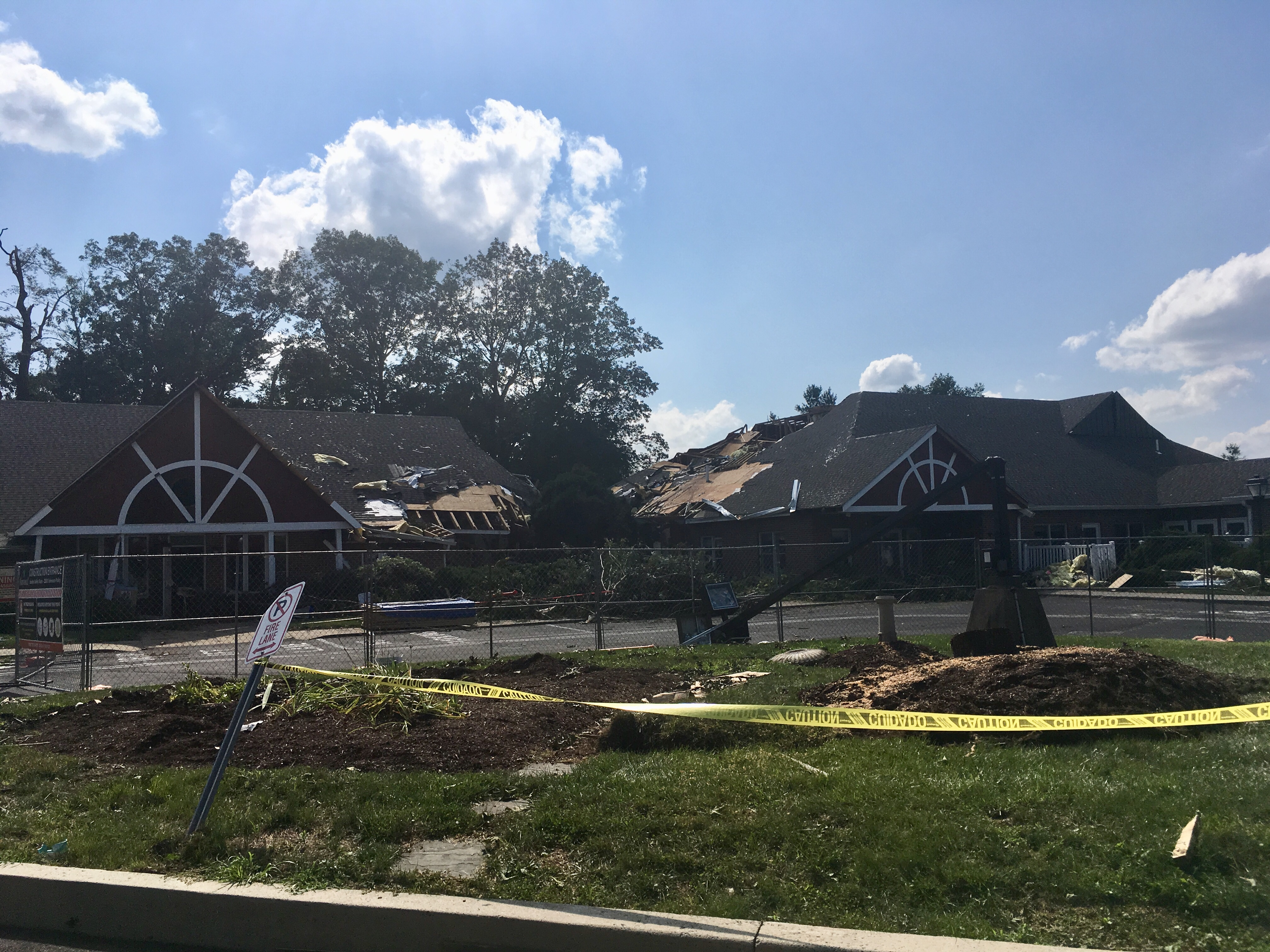
Danos de um tornado EF2 gerado por Isaias em Doylestown, Pensilvânia

Na Pensilvânia, ocorreram inundações generalizadas na área metropolitana da Filadélfia. As rampas de entrada e saída da Interestadual 95 na Broad Street foram fechadas devido a inundações. Resgates na água foram feitos em Belmont Hills e Chadds Ford. Em Prospect Park, inundações ocorreram ao longo da Lincoln Avenue. O riacho Perkiomen em Graterford, Pensilvânia, atingiu o pico recorde de 5.9 m (19.4 ft), com ruas inundando em Collegeville, Pensilvânia. A tempestade causou enchentes ao longo do rio Schuylkill, no bairro de Manayunk, na Filadélfia, com os moradores de um complexo de apartamentos sendo evacuados. Uma barcaça não segura ao longo do rio Schuylkill, na Filadélfia, soltou-se com as inundações causadas pela tempestade e atingiu a Vine Street Expressway Bridge que transporta a Interstate 676 através do rio, fazendo com que uma parte da Interstate 676 fosse fechada e o serviço ferroviário regional da SEPTA ficasse suspenso. Uma mulher de 44 anos morreu quando o seu veículo foi arrastado rio abaixo em uma área inundada de Upper Saucon Township e uma criança foi encontrada morta em Towamencin Township, Pensilvânia, depois de desaparecer durante o auge da tempestade. Um tornado EF0 foi confirmado em Worcester Township, Pensilvânia, enquanto um tornado EF2 viajou pelos condados de Filadélfia e Bucks ao longo de um caminho do nordeste da Filadélfia a Doylestown. Este tornado causou danos a edifícios e árvores perto do shopping center Philadelphia Mills e causou danos significativos e quedas de energia em Doylestown, onde carros foram virados e o telhado de uma creche foi arrancado no Hospital Doylestown.

#### Nova Jérsia e Nova Iorque

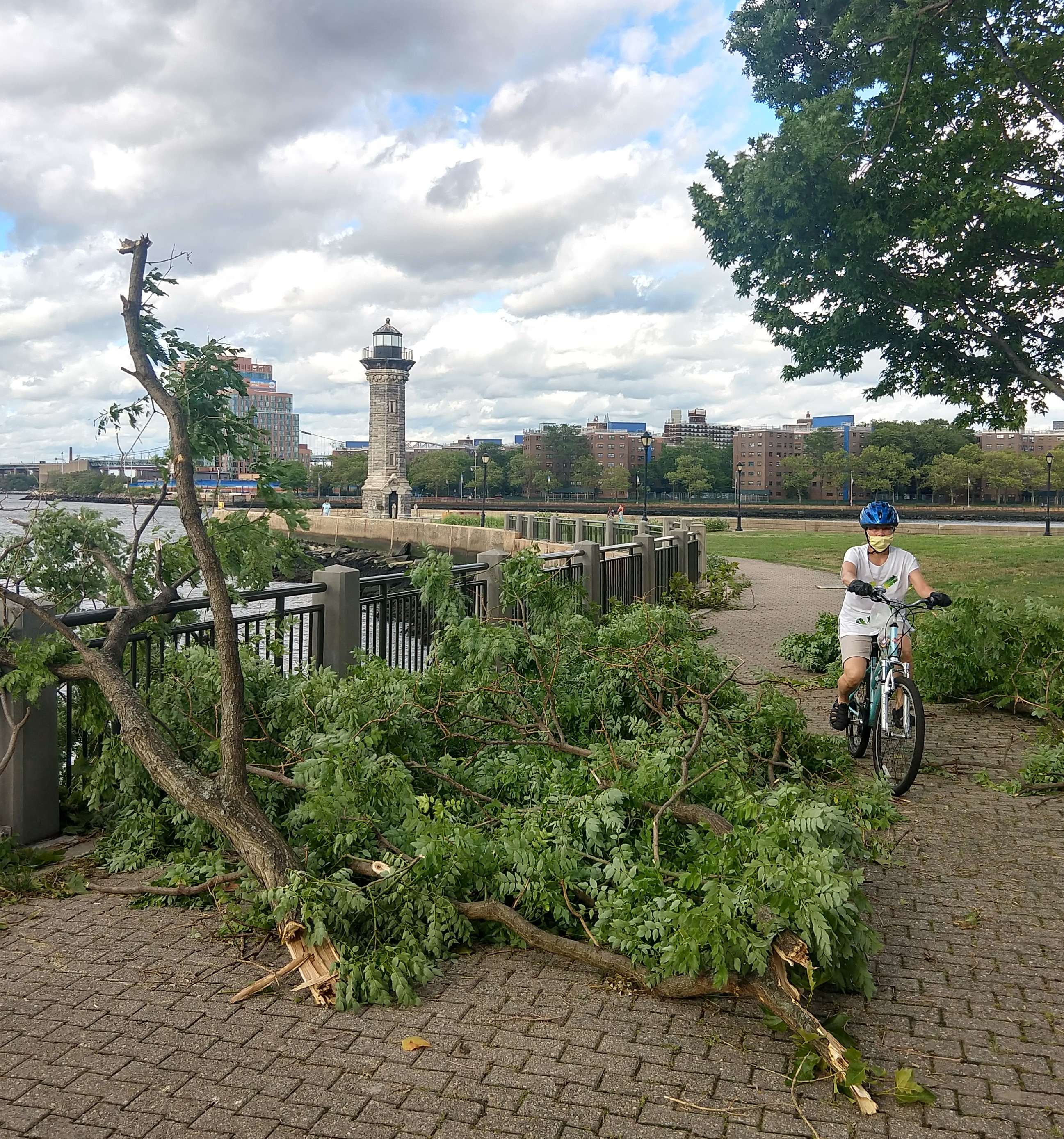
Detritos de tempestades de Isaias na Ilha Roosevelt de Nova Iorque

Em Nova Jérsia, a tempestade trouxe uma rajada de vento de até 180 km/h próximo à costa, bem como chuvas fortes, causando inúmeras falhas de energia. Os ventos da tempestade derrubaram uma torre de igreja em Ocean City. Vários tornados continuaram a aterrissar em toda a região, incluindo um grande tornado EF1 em cunha que causou danos consideráveis em Strathmere e Marmora em Upper Township, Nova Jersey.  Outro tornado EF1 ocorreu em Barnegat Township, New Jersey. Em Wildwood, várias empresas e motéis perderam os seus telhados devido a rajadas de vento de mais de 110 km/h (70 mph). O serviço em várias linhas ferroviárias da NJ Transit foi suspenso devido aos danos causados pela tempestade. Um homem de 21 anos afogou-se na costa de Cape May, Nova Jérsia, devido a fortes correntes de mar e ondas fortes. Um homem em River Vale, Nova Jérsia, foi morto depois de possivelmente ser eletrocutado de fios caídos enquanto fazia trabalhos no quintal para se limpar da tempestade.

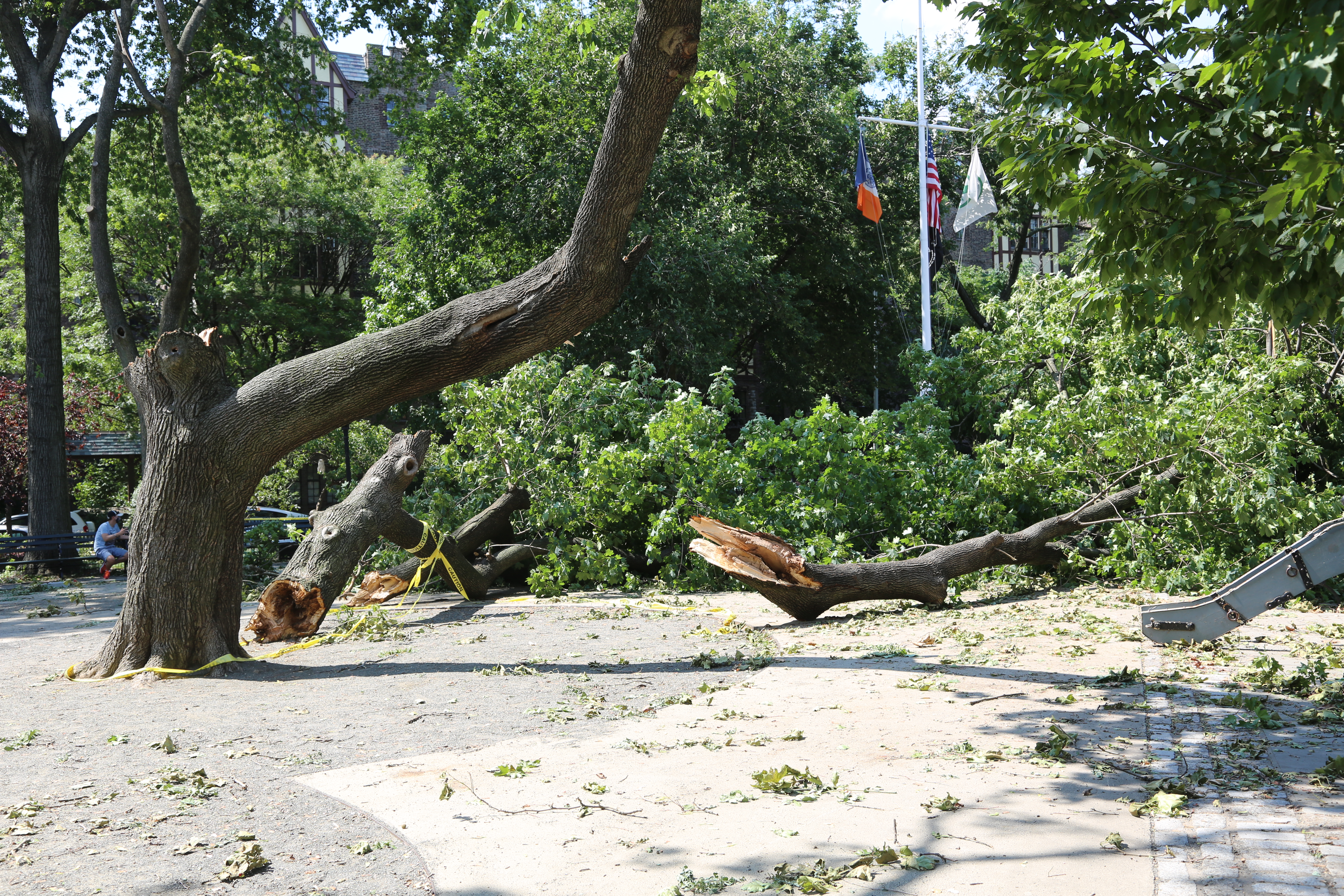
Galhos de bordo quebrados por ventos fortes em Manhattan

Na cidade de Nova Iorque, uma pessoa foi morta quando uma árvore caiu em seu carro no Queens. O serviço de metrô da cidade de Nova Iorque em estações externas foi suspenso à tarde, devido aos ventos sustentados de mais de 63 km/h (39 mph). O serviço ao longo da Ferrovia Metro-North e Long Island Rail Road também foi suspenso. Havia mais de 3.100 árvores derrubadas pela tempestade em Queens, causando quedas de energia e danos a casas. Uma mulher foi levada ao hospital em estado crítico após ser atingida na cabeça por um galho de árvore que caía no Brooklyn. Um edifício no Brooklyn desmoronou parcialmente como resultado de danos causados por tempestades, resultando em evacuações. Os danos às árvores foram especialmente graves no condado de Rockland.

#### Nova Inglaterra

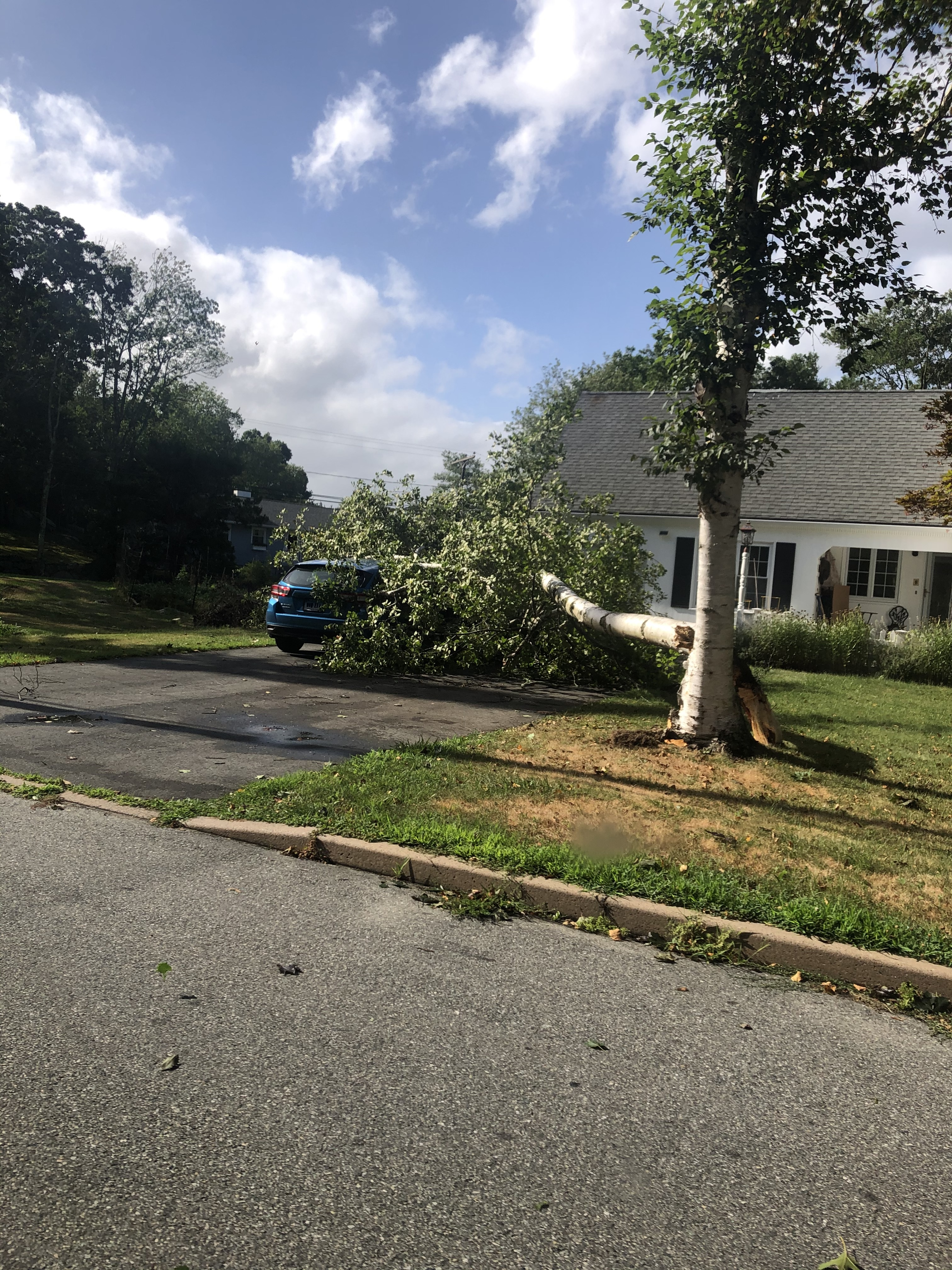
Árvore caída sobre veículo em Waterford, Connecticut.

Vários avisos de tornado foram emitidos em toda a Nova Inglaterra com um tornado EF1 ocorrendo em Connecticut. A tempestade deixou cerca de 700.000 residentes de Connecticut sem energia, incluindo 625.000 clientes da Eversource Energy e 123.000 clientes da United Illuminating Company. Os ventos mais fortes de Isaias ao longo de seu caminho foram observados no Monte Washington, que registou uma rajada de 240 km/h, a mais forte rajada de vento já registada na montanha em agosto. Duas pessoas morreram após serem atingidas pela queda de árvores em Naugatuck, Connecticut, e North Conway, New Hampshire. Outro homem foi morto indiretamente em Newtown, Connecticut, em um acidente com uma motosserra enquanto ajudava um amigo a cortar algumas árvores caídas pela tempestade.

### Canadá
Os danos foram mínimos no leste do Canadá. Às 8h EDT de 5 de agosto, 26.138 clientes da Hydro-Quebec haviam perdido energia. Em toda a província de Quebec, mais de 38.189 residências perderam energia por causa da tempestade tropical. No auge da tempestade, quase 75.000 pessoas estavam sem eletricidade, mais da metade delas na Capitale-Nationale, onde os ventos eram de cerca de 70 quilômetros por hora (43 milhas por hora). Na Île d'Orléans, foram registradas rajadas de 91 km / h (56,5 mph). Mais a oeste, Trois-Rivières recebeu 100 milímetros (4 polegadas) de chuva e 120 milímetros (4,7 polegadas) caíram em Charlevoix.

## Rescaldo
Na Carolina do Norte, o governador Roy Cooper percorreu a área atingida pelo tornado EF3 em Windsor, Carolina do Norte, dizendo que foi "devastador" ver o que aconteceu com a área. O estado de emergência também foi declarado em 13 condados de Nova Iorque devido aos danos causados pela tempestade. Milhares de clientes em toda a área do Tri-State (NY-NJ-CT) permaneceram sem energia por mais de uma semana após a tempestade, com o Governador Cuomo e a Legislatura do Estado de Nova Iorque iniciando uma investigação sobre as respostas de diferentes empresas de serviços públicos. Um estado de emergência foi declarado em Connecticut devido à perda de energia de 700.000 residentes. Em 6 de agosto, o governador Lamont ativou a Guarda Nacional de Connecticut para ajudar nos esforços de restauração de energia no estado.

## Recordes
Isaías tornou-se a tempestade "I" mais temporã batendo Irene de 2005. Isaías também é a primeira tempestade "I" a formar-se em julho.